# Munizipalität Pelkum
Die Munizipalität Pelkum bzw. die Mairie Pelkum wurde 1808 im Zuge der Verwaltungsreform im französischen Satellitenstaat Großherzogtum Berg auf der Gemeindeebene geschaffen. Die Munizipalitäten Hamm, Rhynern und Pelkum bildeten den Kanton Hamm.
Als Beratungsgremium fungierte der Munizipalrat.
Die Munizipalität Pelkum umfasste das Gebiet des späteren Amtes Pelkum mit Pelkum, dem Kirchspiel Bönen, Herringen mit Wiescherhöfen und dem Gericht Reck. Als Maire (Bürgermeister) fungierte Biermann.
Nach der Wiedereingliederung in das Königreich Preußen wurde aus der Mairie bzw. der Munizipalität Pelkum die preußische Bürgermeisterei Pelkum im Kreis Hamm.
1843 wurde aus der Bürgermeisterei Pelkum das Amt Pelkum.